# Дом Красткална
Дом Красткална (латыш. Krastkalna māja) — многоквартирный пятиэтажный жилой дом в Риге, расположен на углу улиц Бривибас (д. 47) и Лачплеша, близ церкви святой Гертруды (называемой старой). Шедевр рижского модерна.
Одно из первых зданий, спроектированных Эйженом Лаубе во главе собственной мастерской; своего рода витрина латышского национального романтизма, ярким приверженцем которого архитектор был в 1900-х годах.
При конструировании дома Красткална зодчий был вдохновлён образцами северного модерна, характерного для архитектуры Швеции и Финляндии, а также лучшими образцами скандинавского деревянного зодчества. Пятиэтажное П-образное здание образовано пересекающимися геометрическими объёмами, сформировавшими динамичную устремлённую вверх композицию. Особую выразительность фасадам придаёт богатство архитектурных элементов, как симметричных, так и явно асимметричных, — угловой ризалит с конусообразным навершием, разноуровневые эркеры, окна разнообразных размеров и форм. Все окна, однако, имеют фирменную деталь, которую можно найти и в иных рижских постройках Эжена Лаубе, — мелкую расстекловку верхнего пояса.
Привлекает внимание необычная крыша здания, образованная плоскостями разного наклона и уровня, некоторые из которых почти отвесные. Черепица изготовлена из природного слоистого шифера редкого сиреневого оттенка.
Ярко акцентированы высокие треугольные фронтоны. Навершие одного из них, отделанное деревом, стилизовано под щипец крестьянской избы с двумя чердачными окошками. Другой фронтон, выходящий на улицу Лачплеша, украшен орнаментом в латышском национальном стиле. Подобные геометрические и растительные узоры разбросаны и по фасадам дома в живописном беспорядке.
На каждом этаже дома Красткална (кроме первого) — по три шести- или семи-комнатных квартиры, планировки этажей не повторяются.